# Macromitrium viticulosum
Macromitrium viticulosum là một loài Rêu trong họ Orthotrichaceae. Loài này được (Raddi) Brid. mô tả khoa học đầu tiên năm 1826.